# Снігопад

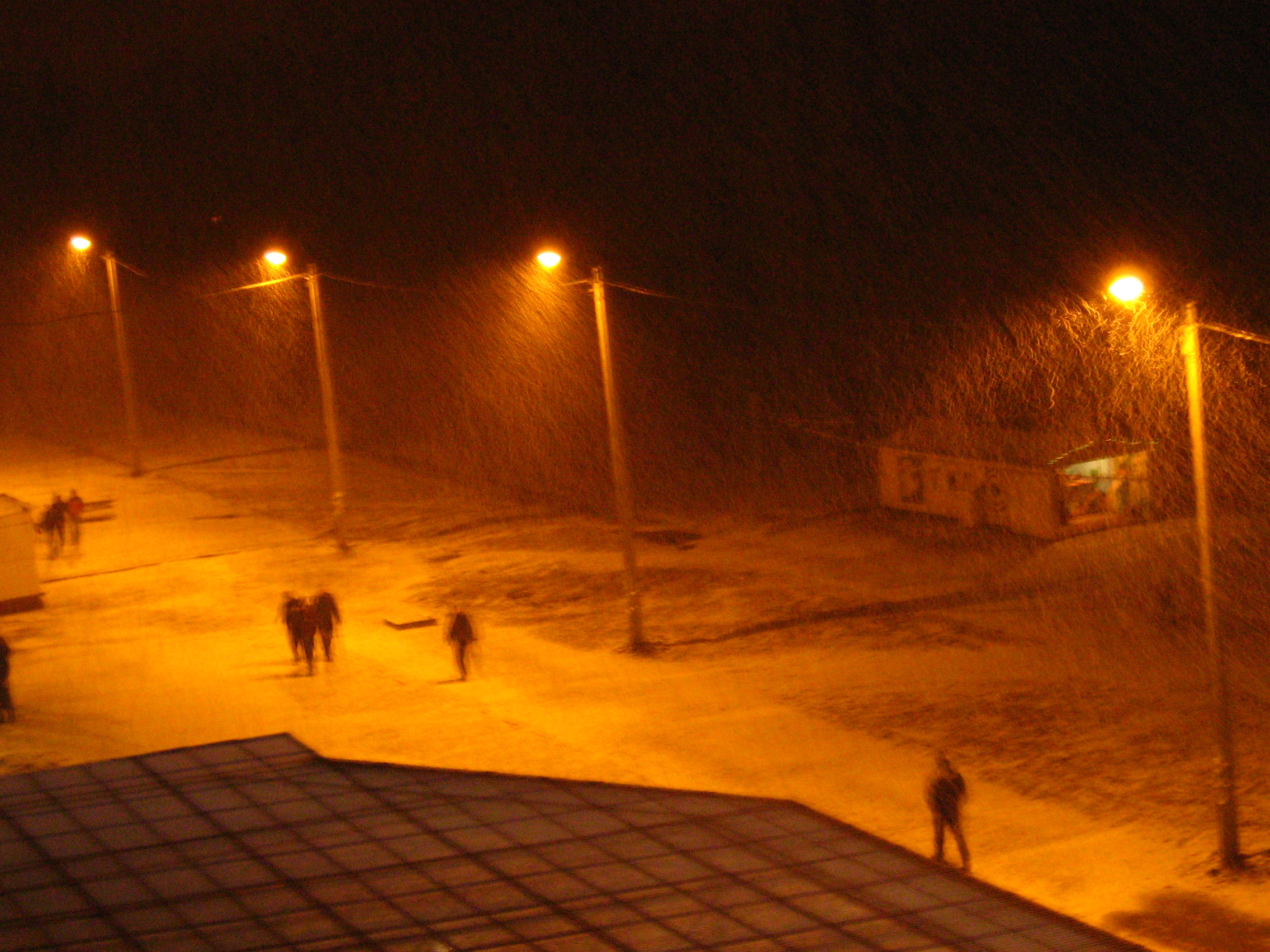
Снігопад з вітром — так звана верхова завірюха, Харків уночі

Снігопа́д — атмосферне явище випадіння снігу з хмар.
Снігопад характеризується інтенсивністю, тобто кількістю опадів у міліметровому шару води за годину або добу. Інтенсивність слабкого снігопаду менше 0,1 мм/год, середнього 0,1—1 мм/год, сильного (густого) — більше 1 мм/год.
Число сніжинок в 1 м³ повітря при слабкому снігопаді становить менше 10, при середньому 10—100, при густому більше 100 і може досягати багатьох тисяч.
Тривалість снігопаду звичайно обернено пропорційна його інтенсивності.
При слабкому снігопаді горизонтальна видимість (якщо немає інших явищ — серпанку, туману й т.п.) становить 4—10 км, при помірному 1—3 км, при густому — менш 1000 м.
Снігопад без вітру називають спокійним снігопадом, при вітрі — верховою заметіллю. Залежно від швидкості падіння сніжинок кажуть про: ширяння в повітрі (менше 0,1 м/с), повільне осідання (0,1—0,3 м/с), помірну швидкість падіння (0,4—0,8 м/с) і швидке падіння (понад 0,8 м/с).
Пухкий сніг, що падає великими пластівцями, називають «лапатим».
По вологості частинок снігопаду розрізняють сухі, вологі (прилипають до предметів) і мокрі (тануть при ударі).
Залежно від умов і характеру випадання снігу на метеостанціях виділяють кілька видів снігопаду:
- дощ зі снігом (при додатній температурі повітря),
- сніг з дощем (при температурі близько 0 °C)
- облі́жний[2] снігопад,
- зливовий снігопад або сніжна злива,
- сніжний шквал або сніжний заряд,
- сніг при ясному небі.

Сильні снігопади найчастіше призводять до заметів на дорогах, можуть призводити до обриву ліній електропередачі, ушкодженню будов і т. д. Сильні снігопади в горах приводять до нестійкості сніжного покриву на схилах і сходу лавин.

## Інше
- Сніжниця — в'язка кашоподібна маса, що утворюється за умов рясного снігопаду на охолоджену воду.
- На́вис, на́вись — діалектна назва навислого на гілках снігу[3].
- Пороша — свіжий, переважно щойно випалий сніг[4].
- Натоптень — лід, що утворився із старого, злежаного снігу[5].